# Satoši Cunami
Satoši Cunami (* 14. srpna 1961) je bývalý japonský fotbalista.

## Reprezentace
Satoši Cunami odehrál 78 reprezentačních utkání. S japonskou reprezentací se zúčastnil Mistrovství Asie ve fotbale 1992.

## Statistiky
| Japonsko | Japonsko | Japonsko |
| Roky     | Záp.     | Góly     |
| -------- | -------- | -------- |
| 1980     | 3        | 0        |
| 1981     | 7        | 0        |
| 1982     | 8        | 0        |
| 1983     | 10       | 0        |
| 1984     | 5        | 0        |
| 1985     | 7        | 0        |
| 1986     | 5        | 2        |
| 1987     | 10       | 0        |
| 1988     | 0        | 0        |
| 1989     | 0        | 0        |
| 1990     | 0        | 0        |
| 1991     | 0        | 0        |
| 1992     | 10       | 0        |
| 1993     | 10       | 0        |
| 1994     | 0        | 0        |
| 1995     | 3        | 0        |
| Celkem   | 78       | 2        |